# Scripto
Scripto est une collection de littérature d'enfance et de jeunesse aux éditions Gallimard, qui s'adresse plus particulièrement aux adolescents. Elle est créée en 2002, à la suite de l'arrêt de la collection « Page Blanche » en 2000.

## Histoire
La collection est créée en 2002,, à la suite de l'arrêt de la collection « Page Blanche » en 2000. Elle s'adresse aux adolescents à partir de 13 ans. Elle fait concurrence aux collections de livres en grand format pour adolescents des autres éditeurs : Médium à l'École des loisirs, Tribal chez Flammarion, créé en 1999, ou encore DoAdo au Rouergue depuis 2001.
Selon  Sophie Van der Linden en janvier 2023 : « Avec Scripto, nous sommes bien dans le registre, plutôt minoritaire dans le secteur du roman jeunesse, de la littérature blanche. » Elle ajoute : « Marquée au fer par des titres comme Junk de Melvin Burgess (1996), et les échos sulfureux de romans qui osent des plongées dans des sujets limites comme la drogue, la sexualité ou le suicide, Scripto a la réputation d’aborder des sujets tabous du roman pour ados ».
Des titres de la collection sont récompensés à plusieurs reprises par des prix de littérature jeunesse. Le Prix jeunesse des libraires du Québec, dans la catégorie Hors Québec, récompense à quatre reprises un roman de la collection. Un Prix Sorcières est décerné en 2013 pour Max de Sarah Cohen-Scali. Le prix Vendredi, créé en 2017, récompense d'une mention spéciale Je serai vivante de Nastasia Rugani en 2021,  et  Les Longueurs  de Claire Castillon est lauréat du prix en 2022.
La collection fête ses 20 ans en 2022, et publie à l'occasion le recueil collectif de nouvelles Le jour où j'ai osé, avec les contributions de Claire Castillon, Orianne Charpentier, Claudine Desmarteau, Isabelle Pandazopoulos, Hugo Lindenberg, Manon Fargetton, Marion Muller-Colard et Vincent Mondiot : « l’éditrice Isabelle Stoufflet a  choisi de lancer aux auteurs le défi de raconter « Le jour où j’ai osé », l’un de ces moments de bascule qui marquent non seulement des jeunesses mais parfois des vies entières », selon Sophie Van der Linden, qui ajoute plus loin : « ces textes ont une force, une langue, des imaginaires puissants à offrir aux adolescents en quête d’une expression poétique à la hauteur des scénarios existentiels auxquels ils se confrontent. »
La collection compte en avril 2023 plus de 160 titres selon le site de Ricochet, qui les recense tous. Le site officiel en mentionne 103 non épuisés, à la même date.

## Quelques publications
- David Almond, Glaise
- Pierre-Marie Beaude, La Maison des lointains
- Azouz Begag, Quand on est mort, c'est pour toute la vie
- Jean-Noël Blanc, Fil de fer : la vie
- Melvin Burgess, Junk
- Orianne Charpentier, Mauvaise graine, Après la vague
- Lucy Christopher, Lettre à mon ravisseur
- Sarah Cohen-Scali, Max
- Philippe Delerm, Ce voyage
- Siobhan Dowd, Sans un cri
- Paule du Bouchet, À la vie à la mort
- Bernard Friot, Jours de collèges
- John Green, La Face cachée de Margo
- John Green et David Levithan, Will et Will
- Florence Hinckel, L'Été où je suis né
- Alice Hoffman, La Prédiction
- Ally Kennen, Déchaîné
- Jean Molla, Sobibór
- Jean-Claude Mourlevat, Silhouette
- Jean-Paul Nozière, Bye-bye, Betty, Un été algérien
- Joyce Carol Oates, Sexy
- Michel Quint, Sur les trois heures après dîner
- Philip Reeve, Arthur, l'autre légende
- Jacques Saglier, Je m'appelle Marie
- Catherine Webb, La Guerre des rêves
- Jacqueline Wilson, Kiss

## Quelques prix et distinctions
Plusieurs ouvrages de la collection ont été récompensés par des prix littéraires de littérature jeunesse :
- Prix Sésame 2002 pour On ne meurt pas, on est tué de Patrice Favaro
- Prix Libbylit de l'IBBY 2005 pour Felicidad de Jean Molla
- Médaille Carnegie 2008 pour  Arthur l'autre légende de Philip Reeve
- Médaille Carnegie 2009 pour  La parole de Fergus de Siobhan Dowd
- Prix jeunesse des libraires du Québec[5] 2012, catégorie Hors Québec, pour Ce qu'ils n'ont pas pu nous prendre de Ruta Sepetys
- Prix des incorruptibles 2014 pour Ce qu'ils n'ont pas pu nous prendre de Ruta Sapetys
- Prix Sorcières 2013 pour Max de Sarah Cohen-Scali
- Prix jeunesse des libraires du Québec[5] 2013, catégorie Hors Québec, pour Max de Sarah Cohen-Scali
- Prix Tatoulu 2014 pour Max de Sarah Cohen-Scali
- Prix jeunesse des libraires du Québec[5] 2016, catégorie Hors Québec, pour Le soleil est pour toi de Jandy Nelson
- Médaille Carnegie 2017 pour  Le sel de nos larmes de Ruta Sepetys
- Prix jeunesse des libraires du Québec[5] 2018, catégorie Hors Québec, pour Rage de Orianne Charpentier
- Prix Unicef de litt"rature jeunesse 2018 pour Rage de Orianne Charpentier
- Prix Gayant lecture 2018 pour Rage de Orianne Charpentier
- Prix Chronos de littérature 2018 pour Les valises de Sève Laurent-Fajal
- Prix Chronos 2020 pour Le gang des vieux Schnocks de Florence Thinard
- Prix Gayant Lecture 2020 pour Le gang des vieux Schnocks de Florence Thinard
- Prix Farniente 2018 pour Le sel de nos larmes de Ruta Sepetys
- Prix Jacaranda 2020 pour La théorie de l'iceberg de Christopher Bouix
- Mention spéciale Prix Vendredi 2021[6] pour Je serai vivante de Nastasia Rugani
- Prix Vendredi 2022[7] pourLes Longueurs  de Claire Castillon